# Home Alone (serie di film)
Home Alone (lett. "A casa da solo") è una esalogia di genere comico commedia statunitense, incentrata principalmente sulle vicende della famiglia McCallister e del piccolo Kevin, durante il periodo natalizio. Dimenticato erroneamente dalla sua famiglia, Kevin dovrà difendere la propria abitazione dai ladri d'appartamento Harry e Marv.
Tuttavia, le vicende della famiglia McCallister vengono narrate nella bilogia originale degli anni 90,  Mamma, ho perso l'aereo (1990), Mamma, ho riperso l'aereo: mi sono smarrito a New York (1992), seguito dal remake degli anni 2000 Mamma, ho allagato la casa (2002), quest'ultimo formato da un recasting completo. I capitoli successivi seguono una trama simile ai film originali, ma con personaggi differenti.
In totale sono stati prodotti sei capitoli tra il 1990 e il 2021, di cui sono stati tratti da esso tre videogiochi; Home Alone (1991), Home Alone 2: Lost in New York (1992) e Home Alone (2006).

## Personaggi e interpreti
| Personaggi            | Film                           | Film                                                          | Film                               | Film                              | Film                               | Film                                                   |
| Personaggi            | Mamma, ho perso l'aereo (1990) | Mamma, ho riperso l'aereo: mi sono smarrito a New York (1992) | Mamma, ho preso il morbillo (1997) | Mamma, ho allagato la casa (2002) | Mamma, ho visto un fantasma (2012) | Home Sweet Home Alone - Mamma, ho perso l'aereo (2021) |
| --------------------- | ------------------------------ | ------------------------------------------------------------- | ---------------------------------- | --------------------------------- | ---------------------------------- | ------------------------------------------------------ |
| Kevin McCallister     | Macaulay Culkin                | Macaulay Culkin                                               |                                    | Mike Weinberg                     |                                    |                                                        |
| Harry Lime            | Joe Pesci                      | Joe Pesci                                                     |                                    |                                   |                                    |                                                        |
| Marv Merchants        | Daniel Stern                   | Daniel Stern                                                  |                                    | French Stewart                    |                                    |                                                        |
| Kate McCallister      | Catherine O'Hara               | Catherine O'Hara                                              |                                    | Clare Carey                       |                                    |                                                        |
| Peter McCallister     | John Heard                     | John Heard                                                    |                                    | Jason Beghe                       |                                    |                                                        |
| Buzz McCallister      | Devin Ratray                   | Devin Ratray                                                  |                                    | Gideon Jacobs                     |                                    | Devin Ratray                                           |
| Megan McCallister     | Hillary Wolf                   | Hillary Wolf                                                  |                                    | Chelsea Russo                     |                                    |                                                        |
| Linnie McCallister    | Angela Goethals                | Maureen Elizabeth Shay                                        |                                    |                                   |                                    |                                                        |
| Jeff McCallister      | Michael C. Maronna             | Michael C. Maronna                                            |                                    |                                   |                                    |                                                        |
| Zio Frank McCallister | Gerry Bamman                   | Gerry Bamman                                                  |                                    |                                   |                                    |                                                        |
| Fuller McCallister    | Kieran Culkin                  | Kieran Culkin                                                 |                                    |                                   |                                    |                                                        |
| Rod McCallister       | Jedidiah Cohen                 | Jedidiah Cohen                                                |                                    |                                   |                                    |                                                        |
| Leslie McCallister    | Terrie Snell                   | Terrie Snell                                                  |                                    |                                   |                                    |                                                        |
| Tracy McCallister     | Senta Moses                    | Senta Moses                                                   |                                    |                                   |                                    |                                                        |
| Sondra McCallister    | Daiana Campeanu                | Daiana Campeanu                                               |                                    |                                   |                                    |                                                        |
| Brooke McCallister    | Anna Slotky                    | Anna Slotky                                                   |                                    |                                   |                                    |                                                        |
| Heather McCallister   | Kristin Minter                 |                                                               |                                    |                                   |                                    |                                                        |
| Il vecchio Marley     | Roberts Blossom                |                                                               |                                    |                                   |                                    |                                                        |
| Gus Polinski          | John Candy                     |                                                               |                                    |                                   |                                    |                                                        |
| Mitch Murphy          | Jeffrey Wiseman                |                                                               |                                    |                                   |                                    |                                                        |
| Pigeon Lady           |                                | Brenda Fricker                                                |                                    |                                   |                                    |                                                        |
| Hector                |                                | Tim Curry                                                     |                                    |                                   |                                    |                                                        |
| Cedric                |                                | Rob Schneider                                                 |                                    |                                   |                                    |                                                        |
| E.F. Duncan           |                                | Eddie Bracken                                                 |                                    |                                   |                                    |                                                        |
| Alex Pruitt           |                                |                                                               | Alex D. Linz                       |                                   |                                    |                                                        |
| Peter Beaupre         |                                |                                                               | Olek Krupa                         |                                   |                                    |                                                        |
| Alice Ribbons         |                                |                                                               | Rya Kihlstedt                      |                                   |                                    |                                                        |
| Burton Jernigan       |                                |                                                               | Lenny von Dohlen                   |                                   |                                    |                                                        |
| Earl Unger            |                                |                                                               | David Thornton                     |                                   |                                    |                                                        |
| Karen Pruitt          |                                |                                                               | Haviland Morris                    |                                   |                                    |                                                        |
| Jack Pruitt           |                                |                                                               | Kevin Kilner                       |                                   |                                    |                                                        |
| Stan Pruitt           |                                |                                                               | Seth Smith                         |                                   |                                    |                                                        |
| Molly Pruitt          |                                |                                                               | Scarlett Johansson                 |                                   |                                    |                                                        |
| Signora Hess          |                                |                                                               | Marian Seldes                      |                                   |                                    |                                                        |
| Signor Prescott       |                                |                                                               |                                    | Erick Avari                       |                                    |                                                        |
| Molly                 |                                |                                                               |                                    | Barbara Babcock                   |                                    |                                                        |
| Vera                  |                                |                                                               |                                    | Missi Pyle                        |                                    |                                                        |
| Natalie               |                                |                                                               |                                    | Joanna Going                      |                                    |                                                        |
| Finn Baxter           |                                |                                                               |                                    |                                   | Christian Martyn                   |                                                        |
| Alexis Baxter         |                                |                                                               |                                    |                                   | Jodelle Ferland                    |                                                        |
| Sinclair              |                                |                                                               |                                    |                                   | Malcolm McDowell                   |                                                        |
| Jessica               |                                |                                                               |                                    |                                   | Debi Mazar                         |                                                        |
| Hughes                |                                |                                                               |                                    |                                   | Eddie Steeples                     |                                                        |
| Catherine Baxter      |                                |                                                               |                                    |                                   | Ellie Harvie                       |                                                        |
| Curtis Baxter         |                                |                                                               |                                    |                                   | Doug Murray                        |                                                        |
| Mason                 |                                |                                                               |                                    |                                   | Peter DaCunha                      |                                                        |
| Signor Carson         |                                |                                                               |                                    |                                   | Edward Asner                       |                                                        |
| Simon Hassler         |                                |                                                               |                                    |                                   | Bill Turnball                      |                                                        |
| Pam McKenzie          |                                |                                                               |                                    |                                   |                                    | Ellie Kemper                                           |
| Jeff McKenzie         |                                |                                                               |                                    |                                   |                                    | Rob Delaney                                            |
| Max Mercer            |                                |                                                               |                                    |                                   |                                    | Archie Yates                                           |
| Carol Mercer          |                                |                                                               |                                    |                                   |                                    | Aisling Bea                                            |
| Gavin Washington      |                                |                                                               |                                    |                                   |                                    | Kenan Thompson                                         |
| Hunter McKenzie       |                                |                                                               |                                    |                                   |                                    | Timothy Simons                                         |
| Zio Blake             |                                |                                                               |                                    |                                   |                                    | Pete Holmes                                            |
| Mei                   |                                |                                                               |                                    |                                   |                                    | Ally Maki                                              |
| Zio Stu               |                                |                                                               |                                    |                                   |                                    | Chris Parnell                                          |

## Videogiochi
- Home Alone – videogioco del 1991
- Home Alone 2: Lost in New York – videogioco del 1992
- Home Alone – videogioco del 2006

## Libri
Dai primi due film sono stati tratti dei romanzi con lo stesso titolo. Alcune cose presenti nei libri non sono menzionate all'interno dei film, come i lavori che fanno i genitori di Kevin.